# Валери Жискар д'Естен
Валери Жискар д'Естен (на френски: Valéry Giscard d'Estaing) е френски политик и президент на Франция от 27 май 1974 до 21 май 1981 г.
От 2001 г. Валери Жискар д`Естен е председател на Конвента за бъдещето на Европа. Той е и основната фигура в изготвянето на проекта за конституцията на ЕС. От 11 декември 2003 е член на Френската академия.

## Произход и образование
Валери Жискар д`Естен е роден в Кобленц, Германия, на 2 февруари 1926 г. Баща му е бил държавен служител, а майка му е дъщеря на сенатор и академик, правнучка на министър на образованието, внучка на историк и племенница на дипломат, както и прапраправнучка на Луи XV по линия на една от неговите любовници.
Валери Жискар д`Естен има по-малък брат и две по-малки сестри.
Завършва висше политехническо училище и Национално училище по администрация (1949 – 1951 г.).
Жени се през 1952 г. и има четири деца – двама сина и две дъщери.

## Парламентарна дейност
През 1956 г. Валери Жискар д`Естен е избран за депутат. Той се присъединява към консервативния Национален център на независимите и селяните. От 1956 г. до 1958 г., когато Шарл Дьо Гол провежда конституционна реформа, той е член на френската делегация в ООН.

## В правителството
През 1962 г. Валери Жискар д`Естен е назначен, по предложение на министър-председателя Жорж Помпиду, от президента Шарл дьо Гол за министър на иконимиката и финансите. На този пост той остава до 1966, след което Дьо Гол дава поста на Мишел Дебре.
През 1963 г. д`Естен привежда в действие план за стабилизация, който представлява комбинация от бюджетна дисциплина и селективен кредитен контрол при подпомагане на експорта, както и редуциране на вътрешната консумация. Тази политика е продължена и от неговия наследник – ултраголиста Дебре. Реформата „Жискар-Дебре“ намалява значението на държавното планиране, но не и това на селективния кредит, гаранциите за печалба и субсидиите.
След разпадането на партията на републиканците, Валери Жискар д`Естен става водач на партията Républicains Indépendents, която не подкрепя изцяло политиката на президента дьо Гол. Д`Естен се застъпва за идеята за европейско обединение, във връзка с което подкрепя кандидатурата на Великобритания за приемане в Европейската икономическа общност през 1969 г. Неговата партия губи изборите през 1968 г.
След избора на Помпиду за президент на Франция д`Eстен отново става министър на финансите и икономиката.
На 19 май 1974 г. след телевизионен дебат с Франсоа Митеран д`Естен печели президентските избори с 50,1%, с което на 48 г. той става най-младият президент на Франция дотогава.

## Дейност като президент
От 1974 г. до 1981 г. д`Естен е президент на Франция. За министър-председател той назначава Жак Ширак, който заявява, че „Франция на утрешния ден няма да бъде общество, основано на бюрокрация, в което всеки получава част от общата немотия“. Въведен е свободен режим за използване на контрацептиви, закон за разводите по взаимно съгласие, за прекъсване на бременност по собствена воля.
През 1976 г. вследствие на разрив в отношенията между двамата Ширак се оттегля от поста. Ширак е заменен от Реймон Бар, който подготвя с президента Валери Жискар д'Естен всеобхватен план за икономическа и социална реформа.
По време на мандата на Валери Жискар д`Естен като президент Франция е обхваната от стагфлация заради петролната криза от 1973/1974 г. Френският франк се обезценява спрямо германската марка.
През декември 1974 г. д`Естен свиква среща на високо равнище в Париж, на която неговото предложение за институционализиране на срещите на високо равнище в ЕИО е прието Срещите между държавните глави и правителствените ръководители стават редовни – по три пъти в годината (след 1985 г. – два пъти годишно) под името Европейски съвет. Създаването на Европейския съвет е ключово постижение, което подобрява функционирането на Европа. То позволява вземането на важни решения (като тези от Маастрихт) и благодарение на медийното отразяване на срещите на върха прави Европа много по-забележима.
По време на мандата на д'Естен възрастта, на която се достига пълнолетие е свалено от 21 на 18 години. Той се определя като противник на смъртната присъда, макар да не поставя нейното премахване в дневния политически ред. Повечето смъртни присъди той преобразува в доживотни.
Валери Жискар д'Естен е привърженик на идеята за изграждане на обединена Европа и неговата визия още преди да влезе активно в политиката е за федерален съюз по примера на САЩ. В тази връзка той предлага създаването на Европейски съвет и подкрепя идеята за разширяване на правомощията на Европейския парламент, особено по отношение на използването на бюджета.
Д'Естен защитава позицията на Франция както спрямо африканските държави, така и спрямо суперсилите. Той подчертава независимостта при вземането на решения на своята страна, която никога не бива да се превръща в „провинция на една суперсила“. През май 1980 г. той се среща с Леонид Брежнев във Варшава, след като коментира сдържано съветската интервенция в Афганистан. Той подканя ФРГ да затвърди ролята на Европа в световната политика, което би разширило обхвата на немската външна политика.
Мандатът на Жискар д'Естен е белязан от последствията от двете петролни кризи от 1973/74 и 1979/80. И в двата случая има шокови увеличения на цената на петрола, които засилват инфлацията.
С оглед на необходимостта от пестене на енергия Жискар д'Естен въвежда през 1975 г. лятното часово време във Франция. От 1975 г. е налице и масова безработица. Заедно с канцлера на ФРГ Хелмут Шмит, д'Естен предлага на страните от ЕИО, вследствие на срива на световната валутна система от Бретън Уудс и огромната инфлация (поради петролните кризи), да предприемат мерки за нейното преодоляване и за въвеждане на Европейска валутна система за намаляване на рисковете от промяна на курса между страните членки. Благодарение на единомислието между д'Естен и Шмит по отношение на икономическата и финансовата политика двамата развиват план за неформални срещи на икономически най-силните държави в света – САЩ, Канада, Япония, Франция, Великобритания, ФРГ и Италия (Г-7).
На президентските избори през 1981 г. д'Естен губи с 48,25% срещу Франсоа Митеран, който става първият президент социалист на Франция и е начело на държавата до 1995 г.

## Дейност след 1981 г.
Макар като бивш президент да му се полага място в конституционния съвет, първоначално Валери Жискар д'Естен не го заема, за да си осигури всяка форма на свободно изразяване на мнението. Все пак от 1986 г. той е член на този съвет.
От 1989 г. до 1993 г. той е депутат в Европейския парламент. Първоначално е председател на либералната фракция, в края на 1991 г. обаче се мести в християндемократическата Европейска народна партия, след като се проваля неговата идея да обедини двете фракции. От 1989 г. до 1997 г. той е президент на международното Европейско движение.
Валери Жискар д'Естен посвещава известно време на писателска дейност, като през 1994 г. издава роман.
През новия век д'Естен също е ангажиран с въпросите на европейското обединение. На срещата на Европейския съвет в двореца Лакен в Брюксел през 2001 г. той е избран за президент на Европейския конвент. Задачата на Конвента е да опрости процеса на гласуване на европейско ниво, да систематизира най-важното от различните споразумения, спогодби и ковенции и да изработи проект за Европейска конституция. На 15 юли 2003 проектът е представен.
Въз основа на дейността си като президент на Европейския конвент Валери Жискар д'Естен получава през 2003 г. наградата „Карл Велики“ на град Аахен, Германия. При подготовката на референдума за Европейската конституция той подкрепя кампанията на застъпниците. Отхвърлянето на европейската конституция е неочаквано за него. Междувременно подписан от 25-те страни членки, договорът търпи неуспех в своя тогавашен вид при гласуванията на референдумите във Франция и Нидерландия.
На 11 декември 2003 Валери Жискар д'Естен е избран за член на Френската академия.
След регионалните избори през 2004 г. д'Естен взема решение да се откаже окончателно от активна политическа кариера и да поема единствено задълженията си в Конституционния съвет.
На 22 октомври 2006 той е обявен за почетен гражданин на родния си град Кобленц.

## Награди
- Голям кръст на Почетния легион и на Националния орден за заслуги
- Военен кръст 39 – 45

## Отличия
- Медал Нансен
- Награда от фондация „Онасис“ (Атина, 2000)
- Златен медал от фондация „Жан Моне“ за Европа, връчена в Лозана
- Награда „Карл Велики“, връчена в Аахен (2002)

## Любопитно
Един от синовете на Валери Жискар д'Естен е председател на клуб „Медитеране“.
Д'Естен е почетен патрон на Тринити колидж в Дъблин.
През 2005 г. той и брат му купуват замъка на Естен, известно място във френския окръг Оврен и собственост в миналото на адмирал д'Естен (между него и рода на Валери Жискар д'Естен няма никаква връзка), който е бил обезглавен през 1794 г. Замъкът не се използва като резиденция, но има символично значение.